# Cymbopogon nardus
Espèce
Cymbopogon nardus (citronnelle ou citronnelle de Ceylan) est une espèce de plantes monocotylédones de la famille des Poaceae.
C'est l'une des espèces dont on tire l'huile de citronnelle utilisée en parfumerie et pour repousser les insectes.

## Description

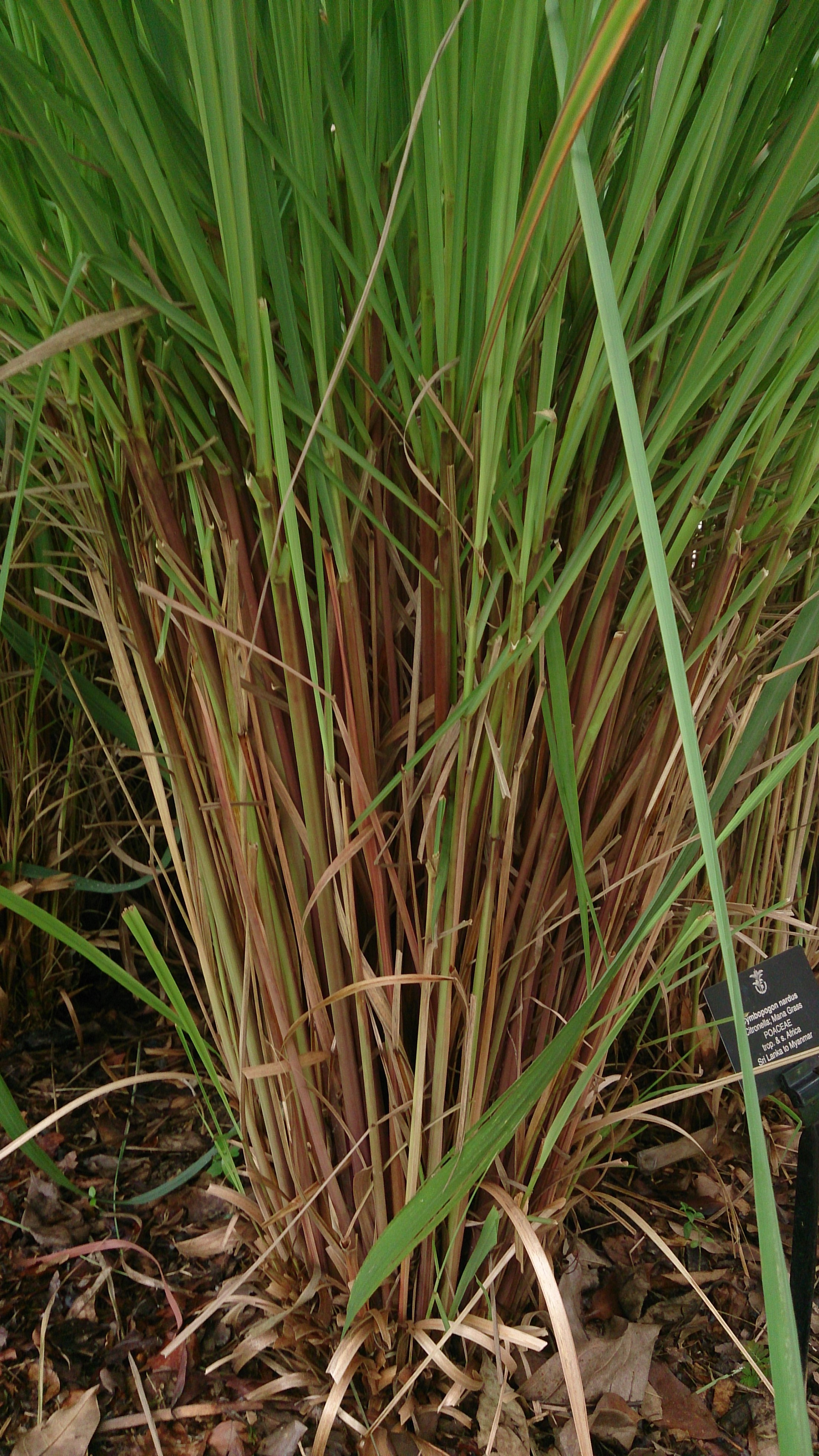
Touffe montrant les fausses tiges à la base des feuilles.

Cymbopogon nardus est une plante herbacée vivace toujours verte, formant des touffes cespiteuses denses de 1 à 1,8 m de haut. Les feuilles, longues et étroites, au limbe en forme de ruban, à l'extrémité effilée, de couleur vert glauque, mesurent environ 1 m de long sur 0,5 à 1,6 cm de large. Les feuilles sont émises par des rhizomes rampants formant à la base de celles-ci de fausses tiges roussâtres de 1 à 2 cm de diamètre. 

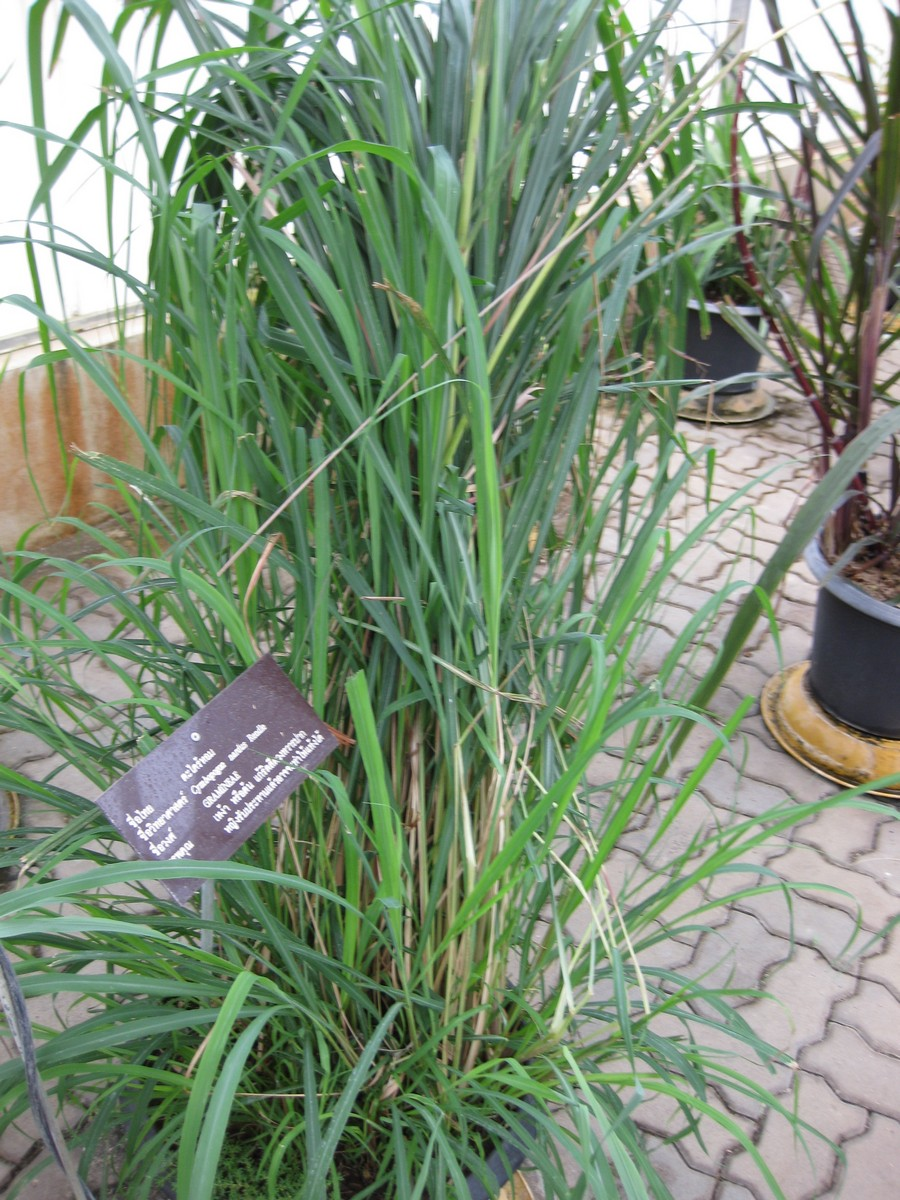
Citronnelle en pot, Jardin botanique de la reine Sirikit, Thaïlande

Les inflorescences sont des panicules étroits, de 15 à 30 cm de long, regroupant des épillets sessiles, souvent villeux, de 8-10 mm de long, dont la première glume est concave et souvent aristée.
Le fruit est un caryopse caractéristique de la famille des Poaceae.

## Distribution et habitat
Cymbopogon nardus est originaire des régions tropicales d'Afrique orientale et australe (Soudan, République Démocratique du Congo, Kenya, Burundi, Rwanda, Ouganda, Botswana, Mozambique, Swaziland, Lesotho, Afrique du Sud, Madagascar), du sous-continent indien (Inde, Bhoutan, Bangladesh, Sri Lanka, Seychelles) et d'Asie du Sud-Est (Birmanie, Laos, Vietnam).
C'est une espèce qui pousse dans les bois décidus, les prairies, mais aussi dans les friches et au bord des routes, même sur sols pauvres. 
Elle est considérée comme une mauvaise herbe nuisible et envahissante dans certaines régions, notamment en Ouganda.

## Taxinomie

### Synonymes
Selon Catalogue of Life (5 décembre 2014) :
- Andropogon citrosus Steud., pro syn. ;
- Andropogon confertiflorus Steud. ;
- Andropogon grandis Nees ex Steud. ;
- Andropogon hamulatus Nees ex Steud. ;
- Andropogon nardus L. ;
- Andropogon nardus subsp. grandis (Nees ex Steud.) Hack. ;
- Andropogon nardus var. luridus Hook.f. ;
- Andropogon nardus subsp. nilagiricus Hack. ;
- Andropogon nardus var. prolixus Stapf ;
- Andropogon nardus var. validus Stapf ;
- Andropogon nardus var. zeyheri Hack. ;
- Andropogon nilagiricus Hochst., nom. superfl. ;
- Andropogon pseudohirtus Steud. ;
- Andropogon thwaitesii Hook.f. ;
- Cymbopogon afronardus Stapf ;
- Cymbopogon claessensii Robyns ;
- Cymbopogon confertiflorus (Steud.) Stapf  ;
- Cymbopogon nardus var. confertiflorus (Steud.) Bor ;
- Cymbopogon nardus var. luridus (Hook.f.) N.Rama Rao ;
- Cymbopogon nardus subsp. nilgiricus Hack. ;
- Cymbopogon prolixus (Stapf) E.Phillips ;
- Cymbopogon thwaitesii (Hook.f.) Willis ;
- Cymbopogon validus (Stapf) Stapf ex Burtt Davy ;
- Cymbopogon validus var. lysocladus Stapf ;
- Cymbopogon virgatus Stapf ex Bor ;
- Lagurus paniculatus Burm.f. ;
- Sorghum nardus (L.) Kuntze.

### Liste des sous-espèces et variétés
Selon NCBI (5 décembre 2014) :
- variété Cymbopogon nardus var. confertiflorus

Selon Tropicos (5 décembre 2014) (Attention liste brute contenant possiblement des synonymes) :
- sous-espèce Cymbopogon nardus subsp. hamatulus (Hook. & Arn.) Rendle
- variété Cymbopogon nardus var. bobycinus (R. Br.) Roberty
- variété Cymbopogon nardus var. flexuosus (Nees ex Steud.) Haines
- variété Cymbopogon nardus var. goeringii (Steud.) Rendle
- variété Cymbopogon nardus var. grandis (Nees ex Steud.) Haines
- variété Cymbopogon nardus var. lanatus (R. Br.) Roberty
- variété Cymbopogon nardus var. luridus (Hook. f.) N. Rama Rao
- variété Cymbopogon nardus var. nardus
- variété Cymbopogon nardus var. schultzii (Hack.) Roberty
- variété Cymbopogon nardus var. tortilis (J. Presl) Merr. ex Griff.